# Taymouth Castle
Taymouth Castle je novogotický skotský hrad vystavěný v letech 1802 – 1810 na místech původního Balloch Castle (vystavěném v roce 1550), nacházející se ve správní oblasti Perth and Kinross, při severním okraji jezera Loch Tay. Mezi léty 1838 a 1842 se hrad rozšířil do stávající velikosti. Královna Viktorie jej navštívila v roce 1842. V minulosti zde byl hotel, nemocnice i škola. V současnosti (2006 – 2007) zde probíhá rekonstrukce hradu na šestihvězdičkový hotel se zaměřením na golf.